# Bert Doorn
Lambert (Bert) Doorn (ur. 26 maja 1949 w Enschede) – holenderski polityk, prawnik, w latach 1999–2009 poseł do Parlamentu Europejskiego.

## Życiorys
Studiował prawo w Groningen, Nancy i na Uniwersytecie we Fryburgu, gdzie w 1978 uzyskał stopień doktora w zakresie prawa konkurencji. Od tegoż roku zawodowo związany z holenderską konfederacją przemysłu (VNO) jako sekretarz ds. stosunków międzynarodowych (do 1992) i następnie ds. konkurencji (do 1997). Przez kolejne dwa lata był prawnikiem w konfederacji przemysłu i pracodawców (VNO-NCW). Obejmował jednocześnie szereg funkcji w partii chadeckiej.
W latach 1999–2009 przez dwie kadencje sprawował mandat posła do Parlamentu Europejskiego z ramienia Apelu Chrześcijańsko-Demokratycznego. W PE zasiadał w grupie Europejskiej Partii Ludowej i Europejskich Demokratów, pracował m.in. w Komisji Prawnej. Nie ubiegał się o reelekcję.